# Maxenu, Buzău
Maxenu este un sat în comuna Țintești din județul Buzău, Muntenia, România. Se află în zona de câmpie de la sud de orașul Buzău.
Satul a fost înființat la 1812, când fondatorii satului s-au stabilit pe moșia Maxenu-Vârtoapele, aparținând Episcopiei Ortodoxe a Buzăului; în 1817, Episcopia a zidit biserica din sat. La sfârșitul secolului al XIX-lea, satul Maxenu forma o comună de sine stătătoare, cu 900 de locuitori, aflată în plasa Câmpul din județul Buzău. La Maxenu funcționa o școală cu 57 de elevi și biserica zidită în 1817 și reînnoită în 1855. În 1925, comuna Maxenu făcea parte din plasa Glodeanurile a aceluiași județ. Satul Odaia Banului (anterior în comuna Simileasca) fusese și el transferat la comuna Maxenu, care avea în total 1806 locuitori.
În 1950, comuna a fost inclusă în raionul Buzău al regiunii Buzău și apoi (după 1952) al regiunii Ploiești. În 1968, comuna Maxenu a fost desființată și inclusă în comuna Țintești, rearondată județului Buzău, reînființat.